# Primærrute 13
Die Primærrute 13, auch einfach nur Rute 13 genannt, ist eine Hauptstraße in Dänemark, die im Mitten im Jütland verläuft. Sie führt von Velje bis südlich von Aalborg verläuft. An beiden Endpunkten bestehen Übergänge zur Europastraße 45. Dadurch entsteht hier eine Alternativroute zur E 45, welche nicht über Aarhus, sondern über Viborg führt. Die Gesamtlänge beträgt hier 138 Kilometer.

## Wichtige Ortschaften entlang der Strecke
- Vejle
- Viborg